# Zita
Zita est un prénom féminin d’origine toscane, signifiant « petite fille », ou d’origine hongroise comme diminutif de Felicitás.

## Personnages célèbres
- Sainte Zita de Lucques (v.1218-1278), servante, fêtée le 27 avril dans le calendrier catholique.
- Zita de Bourbon-Parme (1892-1989), impératrice, épouse du dernier empereur d'Autriche Charles Ier.
- Zita Johann (1904-1993), actrice hongroise.
- Zita Görög (née en 1979), actrice et mannequin hongrois.
- Zita Seabra (née en 1949), femme politique portugaise.
- Zita Hanrot (née en 1989), actrice française.

- Pour les autres personnalités de ce prénom, voir : Tous les articles commençant par « Zita ».

## Dans les arts et la culture
- Le Zita, salle de cinéma indépendante de la ville de Stockholm, en Suède.
- Zita Swoon, groupe de musique belge.
- Tante Zita, film de Robert Enrico, 1967.
- Zita Lotis-Faure, journaliste française.
- Zita, personnage secondaire de la série "Faking it".
- Zita, personnage secondaire du roman La Révolte des anges.

## Espace
- (689) Zita, astéroïde.